# 道路原點 (拜占庭帝國)

道路原點想像圖

道路原點在君士坦丁堡的位置

道路原點，又譯米利安，是拜占庭帝國所有距離的測量標記，由塞普蒂米烏斯·塞維魯在西元三世紀修建在拜占庭城内。拜占庭擴建成君士坦丁堡後，成為羅馬帝國的道路原點，取代了位於羅馬的金色里程碑的地位。這一建築保存至16世紀初期。